# Magnolia Frasera
Magnolia Frasera (Magnolia fraseri Walter) – gatunek drzew, należący do rodziny magnoliowatych. Ojczyzną magnolii Frasera są południowo-wschodnie obszary Ameryki Północnej.

## Morfologia
PokrójDrzewo osiągające wysokość 10–18 metrów. Korona luźna, szeroka, często o kilku pniach.
LiścieDługości 25–40 centymetrów, odwrotnie jajowate. Wzniesione w szczytowe luźne wiechy wielkości 15–30 cm. Cienkie, skupione na wierzchołkach pędów. Po bokach jasnozielone.
KwiatyŚmietankowobiałe, pachnące, czarkowate, średnicy 20–25 centymetrów. Kwitnie w czerwcu.